# Ebrei internati in Italia
Gli ebrei internati in Italia negli anni della seconda guerra mondiale, tra il 1940 e il 1943, furono circa 10.000. Tra di loro c'erano in primo luogo le migliaia di profughi che dai Paesi dell'Europa centrale e orientale (Germania, Austria, Polonia, Croazia, Bosnia, Serbia, Romania, ecc.) si erano rifugiati nei territori della Slovenia e della Dalmazia occupati dalla truppe italiane, per sfuggire agli arresti, alle uccisioni e alle deportazioni dell'Olocausto. Tra gli ebrei "stranieri" vanno compresi anche gli ebrei già presenti da anni in Italia prima dello scoppio della guerra che in seguito alle leggi razziali del 1938 avevano perso la cittadinanza italiana o non avevano più speranza di ottenerla, e gli ebrei libici (di cittadinanza inglese) deportati dal Nord Africa. Ad essere internati fu infine anche un gruppo di ebrei italiani antifascisti considerati sovversivi dal regime.

## Storia
L'internamento degli ebrei stranieri e antifascisti tra il 1940 e il 1943 appartiene a quella prima fase dell'Olocausto in Italia che lo storico Michele Sarfatti ha definito come il periodo in cui a partire dalle leggi razziali fasciste del 1938 si attuò la “persecuzione dei diritti degli ebrei” o "persecuzione giuridica degli ebrei" (e di altre minoranze etniche e religiose), cui seguì la “persecuzione delle vite degli ebrei” o "persecuzione fisica degli ebrei", dall'8 settembre 1943 al 25 aprile 1945, sotto l'occupazione nazista e la Repubblica Sociale Italiana.

### Dalle leggi razziali all'internamento (1938-40)
Dopo il 1933 l'Italia aveva accolto con grande liberalità un numero considerevole di profughi ebrei proveniente dai territori sotto il controllo del Terzo Reich. Le leggi razziali fasciste del 1938 cambiarono radicalmente la situazione, privando del diritto di soggiorno tutti gli ebrei "stranieri" e minacciandoli di espulsione se non avessero lasciato il Paese entro 6 mesi. Al tempo stesso però continuarono ad essere concessi "visti turistici" fino all'estate 1939 ed anche dopo l'inizio della guerra i canali di immigrazione e transito rimasero aperti.
Nel periodo che va dall'introduzioni delle leggi razziali in Italia (7 settembre 1938) al momento in cui l'Italia entrò ufficialmente in guerra (10 giugno 1940), oltre 10.000 ebrei stranieri transitati per l'Italia riuscirono a emigrare in altri Paesi.
Già al momento dell'invasione tedesca della Polonia il Ministero degli interni invitò le prefetture a compiere accertamenti sui cittadini di potenziali stati nemici (francesi, inglesi, polacchi) e a predisporre strutture adeguate in vista di un loro internamento. I preparativi si accentuarono con l'attacco tedesco alla Francia e per la prima volta nelle circolari si fece esplicito riferimento agli "ebrei stranieri", inclusi quelli provenienti dalla Germania o paesi alleati i quali anch'essi dovevano essere considerati "appartenenti a Stati nemici".

### L'internamento civile degli ebrei stranieri (1940-43)
I provvedimenti restrittivi nei confronti degli ebrei "stranieri" divennero operativi con l'entrata in guerra dell'Italia nel giugno 1940. Dagli arresti nelle carceri furono esentati gli ebrei immigrati prima del 1919 o sposati con italiani, e in generale le donne e i bambini, che furono invitati a rimanere in attesa di ulteriori istruzioni. Per accogliere e controllare gli ebrei "stranieri" e antifascisti divenne operante una fitta rete di campi per l'internamento civile, generalmente di piccola o media grandezza con l'eccezione di Campagna (vicino a Salerno) e soprattutto di Ferramonti (vicino a Cosenza), che arrivò quest'ultimo ad ospitare oltre 2000 persone. Questo l'elenco dei campi di internamento dove è attestata la presenza di ebrei tra il 1940 e il 1943 (la maggior parte degli ebrei soggiornarono per periodi più o meno lunghi in località diverse, spesso passando dalla prigionia dei campi al regime di internamento libero nei vari comuni della penisola designati dallo scopo. Nell'estate 1943 soltanto un quarto dei 10,000 ebrei internati in Italia erano accolti nei campi di internamento)
| Nome del campo                                                         | Località                               | Tipologia di internati | Totale presenze di ebrei | Ebrei Internati (estate 1943)                       | Operatività                                                    |
| ---------------------------------------------------------------------- | -------------------------------------- | --- | ------------------------ | --------------------------------------------------- | -------------------------------------------------------------- |
| Spalato                                                                | Dalmazia (oggi in Croazia)             | Civili uomini, donne, bambini, ebrei | 1.390                    |                                                     | giugno 1942 - 17 settembre 1943                                |
| Lubiana                                                                | Lubiana, Slovenia                      | Civili uomini, donne, bambini, ebrei | 929                      |                                                     |                                                                |
| Campo di internamento di Arbe                                          | Fiume, Dalmazia (oggi in Croazia)      | Civili uomini, donne, bambini, ebrei (internamento protettivo) | 407                      |                                                     | giugno 1942 - 17 settembre 1943                                |
| Campo di internamento di Curzola                                       | Dalmazia (oggi in Croazia)             | Civili uomini, donne, bambini, ebrei | 242                      |                                                     |                                                                |
| Campo di internamento di Kavaja                                        | Cattaro, Dalmazia (oggi in Croazia)    | Civili uomini, donne, bambini, ebrei | 190                      |                                                     | Dal 23 luglio 1941 al 25 ottobre 1941. Trasferiti a Ferramonti |
| Campo di internamento di Susak                                         | Dalmazia (oggi in Croazia)             | Civili uomini, donne, bambini, ebrei | 241                      |                                                     | Dal 1941 al 1942. Trasferiti a Ferramonti                      |
| Mamula                                                                 | Cattaro, Dalmazia (oggi in Montenegro) | Civili uomini e donne | 1                        |                                                     | giugno 1942 - 30 giugno 1943                                   |
| Campo di internamento di Renicci (Anghiari)                            | Arezzo, Toscana                        | Civili dai 12 ai 70 anni, per la maggior parte jugoslavi | 2                        | 1                                                   | 7 ottobre 1942 - aprile 1945                                   |
| Campo di internamento di Ferramonti di Tarsia                          | Cosenza, Calabria                      | Ebrei, civili stranieri e apolidi | 3 389                    | 1 809                                               | giugno 1940 - primavera 1944                                   |
| Tremiti                                                                | Foggia, Puglia                         | Ebrei, "italiani pericolosi" (oppositori politici, pregiudicati per reati comuni e "allogeni" slavi), omosessuali | 3                        | 0 (trasferiti altrove)                              | settembre 1940 - estate 1943                                   |
| Campo di internamento di Manfredonia                                   | Foggia, Puglia                         | Civili, "italiani pericolosi" (oppositori politici ma anche pregiudicati per reati comuni, "allogeni" slavi e individui sospettati di spionaggio e di "attività antinazionale"), rastrellati, ebrei, apolidi                                                                    | 32                       | 0 (trasferiti perlopiù in altri campi)              | 16 giugno 1940 - 9 settembre 1943                              |
| Campo di internamento di Pisticci                                      | Matera, Basilicata                     | Civili condannati dal Tribunale Speciale e sottoposti a internamento, "italiani pericolosi (oppositori politici, ma anche pregiudicati per reati comuni, "allogeni" slavi e individui sospettati di spionaggio e di "attività antinazionale"), polacchi, ufficiali greci, slavi | 6                        | 5                                                   | 1940 - 13 settembre 1943                                       |
| Campo di internamento di Solofra                                       | Avellino, Campania                     | civili | 8                        | 7                                                   | 1940 - settembre 1943                                          |
| Campo di internamento di Sforzacosta                                   | Macerata, Marche                       | civili | 47                       | 9                                                   | 1940 - settembre 1943                                          |
| Campo di internamento di Casacalenda                                   | Casacalenda, Campobasso, Molise        | civili | 66                       | 21                                                  | 1940 - settembre 1943                                          |
| Campo di internamento di Campagna                                      | Campagna, Salerno, Campania            | "Sudditi nemici" inglesi e francesi, ebrei, apolidi, tedeschi, austriaci, polacchi, fiumani, cecoslovacchi, slavi | 589                      | 228                                                 | 15 giugno 1940 - 19 settembre 1943                             |
| Campo di internamento di Tossicia                                      | Tossicia, Teramo, Abruzzo              | Ebrei, cinesi, zingari jugoslavi | 32                       | 0 (trasferiti in altri campi)                       | novembre 1941 - 26 settembre 1943                              |
| Campo di internamento di Tortoreto                                     | Tortoreto, Teramo, Abruzzo             | Ebrei, apolidi, "allogeni" della Venezia Giulia, italiani responsabili di infrazioni annonarie | 144                      | 19                                                  | luglio 1940 - 6 settembre 1943                                 |
| Campo di internamento di Notaresco                                     | Notaresco, Teramo, Abruzzo             | Ebrei stranieri, apolidi, civili italiani e stranieri | 146                      | 14                                                  | 13 luglio 1940 - gennaio 1944                                  |
| Campo di internamento di Nereto                                        | Nereto, Teramo, Abruzzo                | Ebrei stranieri, apolidi, "allogeni" della Venezia Giulia, "italiani pericolosi"(oppositori politici, ma anche pregiudicati per reati comuni, "allogeni" slavi e individui sospettati di spionaggio e di "attività antinazionale"), jugoslavi, "sudditi nemici"                 | 127                      | 44                                                  | 17 giugno 1940 - 1º febbraio 1944                              |
| Campo di internamento di Lanciano                                      | Lanciano, Chieti, Abruzzo              | Donne straniere appartenenti alla categoria dei "sudditi nemici", e degli "ebrei stranieri" | 107                      | 45                                                  | luglio 1940 - settembre 1943                                   |
| Campo di internamento di Istonio                                       | Chieti, Abruzzo                        | oppositori politici italiani | 53                       | 50                                                  | giugno 1940 - ottobre 1943                                     |
| Campo di internamento di Isola del Gran Sasso                          | Isola del Gran Sasso, Teramo, Abruzzo  | Ebrei italiani e stranieri, cinesi | 89                       | 0 (trasferiti a Ferramonti e, in un caso, a Isernia | giugno 1940 - ottobre 1943                                     |
| Campo di internamento di Isernia                                       | Campobasso, Molise                     | "Italiani pericolosi" (oppositori politici, ma anche pregiudicati per reati comuni, "allogeni" slavi e individui sospettati di spionaggio e di "attività antinazionale"), jugoslavi, "sudditi nemici", ebrei italiani e stranieri, civili italiani e stranieri                  | 52                       | 6                                                   | ottobre 1940 - settembre 1943                                  |
| Campo di internamento di Corropoli                                     | Corropoli, Teramo, Abruzzo             | "Italiani pericolosi"(oppositori politici, ma anche pregiudicati per reati comuni, "allogeni" slavi e individui sospettati di spionaggio e di "attività antinazionale"), ebrei stranieri, civili greci, "sudditi nemici" britannici, jugoslavi                                  | 68                       | 46                                                  | 1º febbraio 1941 - maggio 1944                                 |
| Campo di internamento di Civitella del Tronto                          | Civitella del Tronto, Teramo, Abruzzo  | Civili greci, "sudditi nemici" britannici, belgi, cinesi | 241                      | 152                                                 | 4 settembre 1940 - maggio 1944                                 |
| Campo di internamento di Città Sant'Angelo                             | Pescara, Abruzzo                       | Civili jugoslavi | 7                        | 5                                                   | giugno 1940 - 8 settembre 1943                                 |
| Campo di internamento di Agnone                                        | Agnone, Campobasso, Molise             | "Sudditi nemici" (soprattutto cecoslovacchi e britannici), ebrei stranieri (soprattutto tedeschi e austriaci). In seguito il campo divenne misto (i prigionieri erano uomini e donne) e detenne anche zingari jugoslavi                                                         | 96                       | 4                                                   | 14 luglio 1940 - 21 giugno 1943                                |
| Campo di internamento di Vinchiaturo                                   | Vinchiaturo, Campobasso, Molise        | stranieri | 64                       | 6                                                   | 1940 - 1943                                                    |
| Campo di internamento di Bagno a Ripoli                                | Bagno a Ripoli, Firenze, Toscana       | Ebrei stranieri e italiani, apolidi, "sudditi nemici" (inglesi, francesi, greci, norvegesi, russi in particolare) | 127                      | 24                                                  | luglio 1940 - 22 settembre 1943                                |
| Campo di internamento di Civitella in Val di Chiana/ Villa Oliveto     | Arezzo, Toscana                        | "sudditi nemici", ebrei stranieri, prigionieri inglesi deportati dalla Libia | 134                      | 75                                                  | luglio 1940 - 9 giugno 1944                                    |
| Campo di internamento di Fabriano                                      | Ancona, Marche                         | "Italiani pericolosi" (oppositori politici, ma anche pregiudicati per reati comuni, "allogeni" slavi e individui sospettati di spionaggio e di "attività antinazionale"), jugoslavi                                                                                             | 2                        | 2                                                   | settembre 1940 - aprile 1944                                   |
| Campo di internamento di Petriolo                                      | Petriolo, Macerata, Marche             | esclusivamente per donne, "suddite nemiche" ed "ebree straniere" | 30                       | 2                                                   | dicembre 1942 - settembre 1943                                 |
| Campo di internamento di Pollenza                                      | Pollenza, Macerata, Marche             | per donne, "suddite nemiche" ed "ebree straniere" | 92                       | 31                                                  | giugno 1940 - marzo 1944                                       |
| Campo di internamento di Urbisaglia                                    | Urbisaglia, Macerata, Marche           | ebrei, apolidi, jugoslavi, "allogeni" | 93                       | 55                                                  | giugno 1940 - 23 ottobre 1943                                  |
| Campo di internamento di Montechiarugolo (Castello di Montechiarugolo) | Montechiarugolo, Parma, Emilia-Romagna | "sudditi nemici" inglesi e francesi, "ebrei stranieri" | 65                       | 9                                                   | agosto 1940 - ottobre 1943                                     |
| Campo di internamento di Scipione Castello (Castello di Scipione)      | Parma, Emilia-Romagna                  | "Italiani pericolosi" (oppositori politici, ma anche pregiudicati per reati comuni, "allogeni" slavi e individui sospettati di spionaggio e di "attività antinazionale"), ebrei stranieri, "sudditi" nemici                                                                     | 55                       | 4                                                   | luglio 1940 - settembre 1940                                   |
| Campo di internamento di Farfa Sabina                                  | Castelnuovo di Farfa, Lazio            | Civili, oppositori politici, ebrei italiani, ebrei stranieri | 22                       | 21                                                  | giugno 1943 - settembre 1943                                   |
| Campo di internamento di Alberobello (Casa Rossa)                      | Alberobello, Bari, Puglia              | Ebrei italiani e stranieri; civili inglesi, maltesi, irlandesi e indiani; apolidi, "italiani pericolosi" (oppositori politici ma anche pregiudicati per reati comuni, "allogeni" slavi e individui sospettati di spionaggio e di "attività antinazionale"), jugoslavi           | 82                       | 0 (trasferiti in altri campi)                       | 28 giugno 1940 - 6 settembre 1943                              |

La funzione e organizzazione di questi campi, operanti tra il 10 giugno 1940 e l'8 settembre 1943, vanno nettamente distinte da quello che alcuni di essi poi diventeranno dopo l'8 settembre 1943, quando divennero parte dalla macchina di morte dell'Olocausto. La vita nei campi prima dell'8 settembre 1943 fu difficile, ma il modello adottato fu piuttosto quello dei campi di confino; agli internati era concessa una certa libertà di movimento e autonomia organizzativa, e la possibilità di ricevere aiuti e assistenza dall'esterno. Il trattamento fu simile a quello di una prigionia, e non fu affiancato da violenze antisemite fisiche o morali aggiuntive. Gli ebrei internati soprattutto non erano soggetti a deportazione nei campi di sterminio.
Non tutti gli ebrei internati furono trasferiti nei campi di internamento, a centinaia di essi fu imposta in alternativa la condizione di internati liberi, a domicilio coatto, in pratica al confino, in numerosissimi comuni rurali sparsi per tutta la penisola.
Si calcola che al momento dell'entrata in guerra dell'Italia, i profughi ebrei presenti sul territorio nazionale fossero circa 3.800. Il loro numero crebbe considerevolmente tra il 1940 e il 1943 a causa delle migliaia di ebrei trasferiti in Italia dalla Libia, dall'Albania, da Rodi e soprattutto dai territori annessi della Slovenia e dalla Dalmazia, divenuti luoghi di rifugio degli ebrei dai Balcani, durante colpiti da eccidi e deportazioni. Il database di Anna Pizzuti contiene circa 10.000 nomi.
Gli ebrei italiani - nonostante tutte le limitazioni loro imposte dalle leggi razziali fasciste - si mobilitarono a favore dei loro correligionari internati attraverso la DELASEM (Delegazione per l'Assistenza degli Emigranti Ebrei), una società di assistenza per i profughi che era stata creata dall'Unione delle comunità israelitiche in Italia il 1º dicembre 1939 con l'assenso del regime. Durante tutto il primo periodo bellico fino all'8 settembre del 1943 la DELASEM poté svolgere legalmente un'opera fondamentale nell'assistenza dei profughi ebrei, rendendo meno dure le condizioni di vita nei campi e nelle località di confino, favorendo quando possibile la loro emigrazione e quindi sottraendoli di fatto allo sterminio.

### Da internati a ricercati: l'occupazione tedesca e la Repubblica Sociale Italiana (1943-45)
Dopo l'8 settembre 1943, la nuova situazione significò l'immediata liberazione dei 2000 ebrei internati nell'Italia meridionale (ora sotto il controllo dell'esercito alleato e del nuovo governo italiano). Nell'Italia del Centro-Nord, invece, con l'occupazione tedesca e la Repubblica Sociale Italiana gli ebrei (tutti gli ebrei, anche quelli italiani) divennero ricercati e soggetti a deportazione. I campi di internamento divennero campi di concentramento e transito verso i luoghi di sterminio dell'Europa centrale.
Gli 8.000 ebrei stranieri (ormai ex-internati) dovettero così darsi alla clandestinità, assieme ai 35.000 ebrei italiani, con i quali condivisero la sorte negli anni più difficili dell'Olocausto in Italia fino alla Liberazione, il 25 aprile 1945. Circa 700 furono gli ex-internati arrestati e deportati ad Auschwitz (e lì quasi tutti deceduti), spesso traditi senza scrupoli per denaro o consegnati alle autorità naziste per pura indifferenza burocratica. Almeno 878 trovarono aiuto per rifugiarsi in Svizzera (il caso più emblematico fu quello del comune di Aprica dove oltre 200 di loro furono condotti oltre confine in un'epica fuga collettiva). La maggior parte degli ex-internati sopravvisse in clandestinità in piccoli gruppi mischiandosi alle migliaia di rifugiati, renitenti alla leva e ricercati politici, scampando a chi dava loro la caccia, vivendo nella paura ma anche trovando aiuto generoso e solidarietà, talora da parte di intere comunità locali.
Un caso particolare è rappresentato dagli oltre 300 ebrei libici (di cittadinanza inglese) che condotti dal Nord Africa in Italia nel 1942-43 furono internati in vari campi (in Toscana, Marche e Emilia-Romagna) e quindi, dopo l'8 settembre 1943, in gran parte deportati in Germania a Bergen-Belsen o Dachau con l'intenzione di usarli come scambio di prigionieri. I sopravvissuti alla prigionia saranno rimpatriati nel 1945. 

### Da internati a rifugiati: nell'Italia liberata (1943-50)
Con l'avanzata degli eserciti alleati, gli ebrei ex-internati si concentrarono sempre più nelle regioni liberate dell'Italia meridionale, in attesa della fine della guerra.
Per molti di loro si aprì immediatamente la possibilità dell'emigrazione negli Stati Uniti o in Palestina.
A fine luglio 1944 la nave "Henry Gibbins" salpò da Napoli con a bordo 982 rifugiati ebrei, accolti a Fort Ontario negli Stati Uniti, per iniziativa del presidente Franklin D. Roosevelt. Almeno 583 di essi risultano nelle liste degli ebrei internati nell'Italia fascista tra il 1940 e il 1943; provenivano in prevalenza dalla Calabria (249), dalla Campania (39), dal Molise (8), ma anche dai campi di internamento della Dalmazia e dell'Albania e dalle regioni del nord non ancora liberate. Gli altri sembrano essere giunti nei territori liberati dell'Italia meridionale dai Balcani dopo l'estate 1943.
Sempre nell'estate 1944 due navi cariche di rifugiati poterono salpare da Bari con destinazione Palestina, rispettivamente nel maggio e nel luglio 1944. Anche in questo caso almeno 356 dei passeggeri risultano negli elenchi degli ebrei internati nell'Italia fascista tra il 1940 e il 1943, provenienti per la stragrande maggioranza dei casi da Ferramonti (258).
La maggior parte degli ex-internati rimasero in attesa nelle località di internamento (alcune, come Ferramonti riadattate allo scopo) o nei nuovi campi profughi per loro allestiti in Puglia, a Bari e a Santa Maria al Bagno (Lecce) e quindi a Roma liberata. Dopo il 25 aprile 1945, si aprì una fase nuova con l'arrivo di migliaia e migliaia di profughi ebrei dall'Europa dell'Est. Si aprirono campi un po' in tutta Italia e cominciò il lungo processo di rilocazione dei rifugiati verso gli Stati Uniti o il nuovo Stato d'Israele o altre destinazioni, processo che ufficialmente si concluse solo nel 1950.

## Il database di Anna Pizzuti
I dati sugli "Ebrei stranieri internati in Italia durante il periodo bellico" sono raccolti in un database, a cura di Anna Pizzuti.. La ricerca fotografa la situazione nell'estate del 1943, prima che la caduta del fascismo nel luglio 1943, l'avanzata degli eserciti alleati e l'occupazione tedesca del settembre 1943 ponesse fine al regime di internamento coatto degli ebrei stranieri e antifascisti in Italia, operante tra il 1940 e il 1943, e cominciassero le deportazioni. I campi di internamento sono contrassegnati con un asterisco (*)
Per ogni località il database riporta il numero degli ebrei internati, con informazioni sintetiche sull'esperienza del gruppo negli anni 1940-43 e sulla loro sorte dopo l'8 settembre 1943.

## I Campi profughi della Dalmazia e della Slovenia
Migliaia di ebrei si riversarono nelle aree occupate dall'Italia in Dalmazia e Slovenia per sfuggire alle persecuzioni e deportazioni. Spalato (sotto controllo italiano dal 6 aprile 1941) e Lubiana (dal 3 maggio 1941) divennero i principali terminali di questo esodo. Per accogliere e controllare i profughi furono costruiti anche dei campi di internamento. La decisione delle autorità fasciste fu quindi di trasferire i profughi ebrei nei campi situati nella penisola italiani o al confino a domicilio coatto nei vari comuni designati allo scopo. Il numero tra parentesi non si riferisce al totale degli ebrei presenti ma a quanti risultano essere stati trasferiti e internati in Italia nel periodo 1941-43.
Campi di internamento : Rab/Arbe (407) -- Korčula/Curzola (242) -- Susak/Sansego (241) -- Kavaja (190)
Internamento libero : Spalato (1390) -- Lubiana (929)
Bibliografia: Menachem Shelah, Un debito di gratitudine. Storia dei rapporti tra Esercito Italiano e gli ebrei in Dalmazia (1941-1943), USSME, 1991; Jonathan Steinberg, Tutto o niente l'Asse e gli Ebrei nei territori occupati 1941-1943, Mursia, Milano 1997.

## Ebrei internati nelle regioni dell'Italia meridionale
Le regioni dell'Italia meridionale (Basilicata, Calabria, Campania e Molise) accolsero un numero elevato di internati ed i campi più popolosi (Ferramonti e Campagna). Erano dopotutto da sempre le regioni preferite dal regime fascista per l'invio al confino di dissidenti e antifascisti.
Furono tuttavia anche le regioni ad essere liberate per prime dall'esercito alleato (già nel settembre 1943). Questo significò la liberazione pressoché immediata di 2000 internati che non dovettero così affrontare anche l'esperienza degli arresti e delle deportazioni.
Molti di loro poterono usufruire già nell'estate 1944 della possibilità di emigrazione negli Stati Uniti o in Palestina. Gli altri si concentrarono soprattutto nei nuovi campi profughi per loro attrezzati in Puglia.

### Calabria
Gli internati ebrei in Calabria furono circa 2000 (tra cui numerose famiglie con bambini). Furono concentrati per la maggior parte nel campo di internamento di Ferramonti di Tarsia, con presenze significative anche nei comuni di Lungro (20), Rogliano (15) e Castrovillari (15). Alcuni internati morirono per cause naturali durante il soggiorno coatto: uno a Lungro (1941), uno a Cosenza (1941), uno a Bianchi (1942), e almeno una trentina a Ferramonti (1940-43). Gli unici deceduti di morte violenta furono quattro vittime di un mitragliamento da parte di un caccia alleato durante un duello aereo con un velivolo tedesco sopra il campo di Ferramonti (27 agosto 1943). Almeno 13 bambini figli di internati nacquero a Cosenza, 7 a Ferramonti, uno a Campana, uno a Castrovillari.
Gli internati furono tutti liberati con l'arrivo dell'esercito alleato nel settembre 1943, a meno che non fossero stati trasferiti nei mesi precedenti in altre località del Centro-Nord. Centinaia di essi ebbero la possibilità di emigrare già nell'estate 1944 negli Stati Uniti (249) o in Palestina (258). Gli altri rimasero fino alla fine della guerra in varie località dell'Italia meridionale, dove soprattutto in Puglia si crearono per essi degli ampi campi profughi.
Bibliografia: Francesco Folino, Ebrei destinazione Calabria (1940-1943), Sellerio, Palermo 1988; Leonardo Falbo, Non solo Ferramonti. Ebrei internati in provincia di Cosenza (1940-1943), Pellegrini, 2010; Mario Rende, Ferramonti di Tarsia: Voci da un campo di concentramento fascista. 1940-1945, Mursia, 2019; David Henryk Ropschitz, Ferramonti: La salvezza dietro il filo spinato, tr. Simona Celiberti, Texianer Verlag, 2022.

#### Cosenza (1908 internati)
Campi di internamento : Ferramonti* (1809)
Internamento libero : Lungro (20) -- Rogliano (15) -- Castrovillari (15) -- Acri (7) -- Laino Bruzio (7) -- San Marco Argentano (7) -- Celico (5), Spezzano della Sila (5) -- Campana (4) -- Mormanno (4) -- Santa Sofia d'Epiro (4) -- Carpanzano (3) -- Bianchi (2) -- Cerisano (2)

### Puglia
La Puglia fu per i profughi ebrei solo luogo di passaggio per altre destinazioni. Nuclei consistenti di loro furono accolti per brevi periodi nei campi di Alberobello e Manfredonia. In questo caso il numero tra parentesi <> si riferisce a quanti vi passarono tra il 1940 e il 1942; nessun ebreo risulta infatti presente nella regione nell'estate 1943 in condizione di internamento. Dopo la Liberazione nel settembre 1943, la Puglia diventerà sede dei principali campi profughi nei quali si raccoglieranno in attesa di emigrazione, tra il 1943 e il 1950, gli ebrei scampati dall'Olocausto non solo in Italia ma dai Balcani e progressivamente anche dai paesi dell'Est europeo.

#### Bari
Campi di internamento : cf. Alberobello* <82>

#### Foggia
Campi di internamento : cf. Manfredonia* <32> -- Isole Tremiti* <3>

### Basilicata
Gli internati ebrei in Basilicata furono oltre 350 (tra cui numerose famiglie con bambini). Le concentrazioni più alte si ebbero nei comuni di Potenza, Lauria (43),Lagonegro (37), Avigliano (35), Melfi (24), Muro Lucano (16), Brienza (13), Bella (11), Tolve (11) e Matera (11). Quattro internati morirono per cause naturali durante il soggiorno coatto: uno a Ripacandida (1940), uno a Potenza (1941), uno a Tolve (1942), e uno a Lauria (1943).
Gli internati furono tutti liberati con l'arrivo dell'esercito alleato nel settembre 1943, a meno che non fossero stati trasferiti nei mesi precedenti in altre località del Centro-Nord. Molti di essi ebbero la possibilità di emigrare già nell'estate 1944 negli Stati Uniti o in Palestina. Gli altri rimasero fino alla fine della guerra in varie località dell'Italia meridionale, dove soprattutto in Puglia si crearono per essi degli ampi campi profughi.

#### Potenza (317 internati)
Internamento libero : Albano di Lucania (3) -- Anzi (8) -- Avigliano (35) -- Bella (11) -- Brienza (13) -- Castelluccio Inferiore (1) -- Castelsaraceno (2) -- Corleto Perticara (19) -- Forenza (7) -- Lagonegro (37) -- Latronico (1) -- Lauria (43) -- Maratea (2) -- Marsico Nuovo (5) -- Melfi (24) -- Moliterno (1) -- Montemilone (3) -- Muro Lucano (16) -- Oppido Lucano (2) -- Pescopagano (2) -- Picerno (3) -- Pignola (2) -- Potenza (47) -- Potenza al (1) -- Potenza (47) -- Ripacandida (1) -- Rotonda (1) -- Ruoti (7) --Sant'Arcangelo (1) -- Satriano di Lucania (2) -- Tito (5) -- Tolve (11) -- Trecchina (2)

#### Matera (36 internati)
Campi di internamento : Pisticci* (5)
Internamento libero : Matera (11) -- Ferrandina (7) -- Stigliano (6) -- San Giorgio Lucano (4) -- Salandra (1) -- Colobraro (1) -- Tricarico (1)

### Campania
Oltre 300 ebrei furono internati in Campania (incluse numerose famiglie con bambini). La concentrazione più alta si ebbe nel Campo di internamento di Campagna (Salerno) (228). Si trattò altrimenti di piccoli gruppi sparsi in vari comuni della regioni con presenze significative a Ospedaletto d'Alpinolo (18), Bella (11), Forino (10), Teggiano (9).
La regione Campania fu liberata già nel settembre-ottobre 1943. Gli internati presenti in zona riacquistarono così la loro libertà. Diversi di loro ebbero già l'opportunità nell'estate 1944 di emigrare negli Stati Uniti (39) o in Palestina (2). Gli altri si trasferirono per lo più nei campi profughi per loro predisposti in Puglia.
Bibliografia: Elisabeth Bettina, It Happened in Italy: Untold Stories of How the People of Italy Defied the Horrors of the Holocaust, Nashville, Thomas Nelson, 2009.

#### Avellino (56 internati)
Campi di internamento : Solofra* (7)
Internamento libero : Ospedaletto d'Alpinolo (18) -- Forino (10) -- Mirabella Eclano (6) -- Montemarano (6) -- Atripalda (2) -- Avellino (2) -- Mercogliano (2) -- Bonito (1) -- Chiusano di San Domenico (1) -- Sant'Angelo dei Lombardi (1)

#### Benevento (7 internati)
Internamento libero : Benevento (2) -- Campolattaro (2) -- Colle Sannita (2) -- Pannarano (1)

#### Salerno (255 internati)
Campi di internamento : Campagna* (228)
Internamento libero : Bella (11) -- Teggiano (9) -- Sala Consilina (6) -- Contursi (3) -- Padula (2) -- Acerno (1), Buonabitacolo (1) -- Fisciano (1) -- Nocera Inferiore (1) -- Nocera Superiore (1) -- Polla (1)

### Molise
Oltre 100 ebrei furono internati in Molise. L'area fu liberata già nel settembre-ottobre 1943. Gli internati riacquistarono così la loro libertà e si trasferirono per lo più nei campi profughi per loro predisposti in Puglia. Alcuni ebbero la possibilità di emigrare già nell'estate 1944 negli Stati Uniti (8) o in Palestina (7).

#### Campobasso (133 internati)
Campi di internamento : Casacalenda* (21) -- Vinchiaturo* (9) -- Agnone* (8)
Internamento libero : Petrella Trifernina (16) -- Sepino (14) -- Cantalupo del Sannio (10) -- Castropignano (10) -- Baranello (9) -- Isernia (8) -- Macchiagodena (6), Monteroduni (6) -- Campobasso (5) -- San Giuliano del Sannio (5) -- Larino (2) -- Boiano (1) -- Campomarino (1), Montagano (1) -- Pannarano (1)

## Ebrei internati nelle regioni dell'Italia centrale
Numerosi furono gli ebrei internati nelle regioni dell'Italia centrale, sia nei campi appositamente predisposti sia in regime di internamento libero nei vari comuni.
Per circa un anno, dall'8 settembre 1943 fino alla liberazione nel giugno-agosto 1944, gli ebrei dell'Italia centrale si trovarono ad affrontare il pericolo costante di deportazione. Sono quindi qui indicati, comune per comune, assieme al numero degli internati, anche il numero dei deportati. Tale numero si riferisce strettamente al destino degli ex-internati e non comprende gli altri deportati tra gli ebrei italiani o quelli stranieri giunti in Italia dopo l'8 settembre 1943.

### Abruzzo
Oltre 1000 furono gli ebrei internati in Abruzzo. Si trattò per la maggior parte di piccoli gruppi sparsi nei molti comuni della regione. Le concentrazioni più alte si ebbero nei vari campi di internamento dell'Abruzzo, a Civitella del Tronto (152), Vasto (50), Corropoli (46), Lanciano (45) e Nereto (44), ma anche nei comuni di Guardiagrele (61), L'Aquila (42), Atessa (37), Villa Santa Maria (27), Orsogna (26), Avezzano (25) e Rapino (24).
Per circa un anno, dall'8 settembre 1943 fino alla liberazione nel giugno 1944, gli ebrei in Abruzzo sotto occupazione tedesca si trovarono ad affrontare il pericolo costante di deportazione. Le situazioni più critiche si ebbero nel campo di Civitella del Tronto (con 27 deportati ad Auschwitz) e in provincia di Chieti, a Castel Frentano (14 deportati) e Guardiagrele (11 deportati). Ciononostante solo un numero limitato degli ex-internati in Abruzzo fu arrestato. Molti riuscirono ad attraversare le linee e a giungere nelle zone già liberate nel Sud Italia o trovarono rifugio in altre regioni. Altri sopravvissero in clandestinità.
Un caso a parte è rappresentato dal centinaio di ebrei anglo-libici, imprigionati nel campo di Civitella del Tronto; nel maggio 1944 furono trasferiti a Fossoli e di lì deportati a Bergen-Belsen per essere usati come scambio di prigionieri, sopravvivendo così allo sterminio.
Dopo la Liberazione, la maggior parte degli ex-internati si raccolse nei campi profughi per loro allestiti in Puglia. Alcuni poterono già emigrare nell'estate 1944 negli Stati Uniti (59) o in Palestina (10).

#### Chieti (411 internati / 47 deportati)
Campi di internamento : Istonio Marina (oggi Vasto)* (51/1) -- Lanciano* (45/0) -- Chieti* (17/2) -- Casoli* (13/0) -- Lama dei Peligni* (6/0)
Internamento libero : Guardiagrele (61/11) -- Atessa (37/2) -- Villa Santa Maria (27/1) -- Orsogna (26/5) -- Rapino (24/6) -- Castel Frentano (19/14) -- Castiglione Messer Marino (19/0) -- Bomba (18/0) -- Fara Filiorum Petri (11/4) -- Bucchianico (8/1) -- Casalbordino (8/0) -- Torricella Peligna (7/0) -- Archi (6/0) -- Palena (4/0) -- Scerni (2/0) -- Gissi (1/0) -- Ortona a mare (1) -- Paglieta (1/0)

#### L'Aquila (225 internati)
Internamento libero : L'Aquila (42/1) -- Avezzano (25/3) -- Castel di Sangro (20/0) -- Pizzoli (20/0) -- Pescina (18/1) -- Carsoli (17/0) -- Alfedena (16/4) -- Scurcola Marsicana (15/0) -- Montereale (13/1) -- Navelli (9) -- Ateleta (8/0) -- Luco dei Marsi (4) -- Rocca di Mezzo (4) -- Capestrano (3) -- Casteldisangro (2) -- Pescocostanzo (2) -- Barisciano (1) -- Civitella Roveto (1) -- Gioia dei Marsi (1) -- Pereto (3) -- Pescasseroli (1)

#### Pescara (34 internati)
Internamento libero : Penne (11) -- Caramanico (5) -- Città Sant'Angelo (5) -- Collecorvino (4) -- Montesilvano (4) -- Pianella (4) -- Farindola (1)

#### Teramo (349 internati)
Campi di internamento : Civitella del Tronto* (152) -- Nereto* (44) -- Tortoreto* (19) -- Notaresco* (14) -- Isola del Gran Sasso* (7) -- Cf. <Corropoli*  e Tossicia
Internamento libero : Penna Sant'Andrea (22/0) -- Atri (15/1) -- Cermignano (10) -- Castilenti (5) -- Campli (3) -- Fano Adriano (3) -- Città Sant'Angelo (1) -- Rocca Santa Maria (2) -- Sant'Omero (3) -- Torricella Sicura (1) -- Tortoreto Alto (1)

### Lazio
Il Lazio accolse un numero relativamente limitato di internati (130) rispetto alle altre regioni dell'Italia centrale. Le concentrazione più elevate furono nei comuni di San Donato Val di Comino (25), Fara in Sabina (21) e Picinisco (15).
Dopo l'8 settembre fino alla liberazione nel giugno-luglio 1944, gli ex-internati dovettero nascondersi per sfuggire alle deportazioni. Le situazioni più critiche si ebbero a San Donato Val di Comino (con 16 deportati) e Borbona (6).

#### Frosinone (46 internati / 16 deportati)
Internamento libero : San Donato Val di Comino (25/16) -- Picinisco (15/0) -- Fiuggi (3/0) -- Sora (2/0) -- Frosinone (1/0)

#### Rieti (40 internati / 12 deportati)
Internamento libero : Fara Sabina (loc. Farfa) (21/1) -- Borbona (6/6) -- Belmonte Sabino (3/0) -- Cittaducale (2/2) -- Rieti (2/0) -- Rivodutri (2/2) -- Collevecchio (1/0) -- Forano (1) -- Castelnuovo di Farfa (loc. Granica) (1/0) -- Leonessa (1/1)

#### Viterbo (44 internati)
Internamento libero : Montefiascone (7/0) -- Cellere (6/0) -- Bolsena (4/0) -- Viterbo (4/0) -- Castiglione in Teverina (3) -- Corchiano (3) -- Acquapendente (2) -- Canepina (2) -- Capodimonte (2) -- Grotte di Castro (2) -- Ischia di Castro (2) -- San Lorenzo Nuovo (2) -- Caprarola (1) -- Graffignano (1) -- Nepi (1) -- Tuscania (1) -- Vitorchiano (1)

### Marche
403 furono gli ebrei internati nelle Marche, per lo più in piccoli gruppi sparsi nei vari comuni della regione. Le concentrazioni più alte si ebbero nei campi di Servigliano (56), Urbisaglia (55), Urbania (39) e Pollenza (31), ma anche in regime di internamento libero in comuni come Camerino (46), Ascoli Piceno (13) e Macerata Feltria (10).

#### Ancona (4 internati)
Internamento libero : Ancona (1) -- Fabriano (1) -- Osimo (1) -- Senigallia (1)

#### Ascoli Piceno (103 internati)
Campi di internamento : Corropoli* (2) -- <cf. Campo di concentramento di Servigliano* (56) [dopo l'8 sett. 1943]>
Internamento libero : Ascoli Piceno (13) -- Castelraimondo (1) -- Castignano (2) -- Maltignano (AP) (1) -- Maltignano (3) -- Montalto Marche (2) -- Montegiorgio (5) -- Montottone (1) -- Offida (10) -- Porto San Giorgio (1) -- S.Vittoria in Matenano (1) -- San Benedetto (2) -- San Benedetto del Tronto (1) -- Santa Vittoria in Matenano (4)

#### Macerata (183 internati)
Campi di internamento : Urbisaglia* (55) -- Pollenza* (31) -- Sforzacosta* (9) -- Treia* (6) -- Cf. Petriolo*
Internamento libero : Camerino (46) -- San Severino Marche (9) -- Castelraimondo (5) -- San Ginesio (5) -- Macerata (4) -- Sarnano (3) -- Fiuminata (2) -- Mogliano (2) -- Petriolo (2) -- Apiro (1) -- Forno di Zoldo (1) -- Tolentino (1)

#### Pesaro (123 internati)
Campi di internamento : Urbania* (39) -- Piandimeleto* (4)
Internamento libero : Apecchio (9) -- Cagli (4) -- Cantiano (5) -- Fermignano (9) -- Isola del Piano (1) -- Macerata Feltria (10) -- Mercatino Conca (1) -- Mombaroccio (1) -- Pennabilli (4) -- Pergola (6) -- Pesaro (9) -- Piobbico (1) -- S. Agata Feltria (3) -- S.Angelo in Lizzola (6) -- S.Angelo in Vado (3) -- Sant'Angelo in Vado (4) -- Sassocorvaro (4)

### Toscana
Numerosi furono gli ebrei internati in Toscana. Le concentrazioni più alte si ebbero nei campi di Civitella della Chiana (Arezzo) (75), Castelnuovo Garfagnana (Lucca) (67), Bagni di Lucca (Lucca) (32), e Bagno a Ripoli (Firenze) (24), ma anche in regime di internamento libero in comuni come Arezzo (37), Arcidosso (27), Civitella Paganico (19), Cortona (13),Montecatini Terme (10).
Dopo l'8 settembre 1943 le situazioni più critiche di deportazione tra gli ex-internati si ebbero in Garfagnana (soprattutto nel campo di Castelnuovo Garfagnana con ben 53 deportati e in quello di Bagni di Lucca, 8 deportati) e nel grossetano (ad Arcidosso con ben 19 deportati, e Roccalbegna, 8 deportati). Una situazione particolare fu quella degli molti ebrei libici detenuti nei campi di Civitella della Chiana (Arezzo) e in numero minore a Bagno a Ripoli (Firenze), i quali furono deportati a Bergen-Belsen, per essere usati come scambio di prigionieri, scampando così lo sterminio.
Dopo la Liberazione nel luglio-agosto 1944. la maggior parte degli ex-internati si raccolsero a Roma o nei campi profughi della Puglia.
Bibliografia : Enzo Collotti (a cura di), Ebrei in Toscana tra occupazione tedesca e RSI, Carocci, Roma, 2007; Luciana Rocchi, La persecuzione degli ebrei nella provincia di Grosseto nel 1943-44, ISGREC, Istituto storico grossetano della resistenza e dell'età contemporanea, 2002.

#### Arezzo (143 internati)
Campi di internamento : Civitella della Chiana (Villa Oliveto)* (75) -- Renicci* (1)
Internamento libero : Anghiari (2) -- Arezzo (37/3) -- Bibbiena (3) -- Castiglion Fiorentino (6/0) -- Chiusi della Verna (3) -- Cortona (13/0) -- Montalone (1) -- Rassina (2) -- Renicci Anghiari (1)

#### Firenze (53 internati)
Campi di internamento : Bagno a Ripoli (Villa La Selva)* (24/9)
Internamento libero : Borgo San Lorenzo (1) -- Campi Bisenzio (1) -- Certaldo (1) -- Fiesole (3) -- Fiorenzuola (2) -- Firenze (4/1) -- Firenzuola (1) -- Greve (1) -- Impruneta (1) -- Montaione (1) -- Palazzuolo di Romagna (1) -- Pontassieve (1) -- Prato (1) -- Reggello (1) -- Ronta (1) -- San Casciano (4) -- San Giminiano (1) -- Scarperia (1) -- Sesto Fiorentino (2)

#### Grosseto (68 internati / 29 deportati)
Internamento libero : Arcidosso (27/19) -- Pari (Civitella Paganico) (19/0) -- Castel del Piano (8/2) -- Roccalbegna (8/8) -- Pitigliano (5/0) -- Grosseto (1/0)
Cf. Campo di concentramento provinciale di Roccatederighi

#### Lucca (99 internati / 61 deportati)
Campi di internamento : Castelnuovo Garfagnana* (67/53) -- Bagni di Lucca* (32/8)

#### Pisa (2 internati / un deportato)
Internamento libero : Santa Luce (2/1)

#### Pistoia (45 internati)
Internamento libero : Montecatini Terme (10) -- Prunetta (10/9) -- Agliana (9/7) -- Ponte a Buggiano (5/0) -- Lamporecchio (4) -- Ponte Buggianese (4) -- Serravalle Pistoiese (3) -- Borgo a Buggiano (2) -- Larciano (2)

#### Siena (12 internati / 2 deportati)
Internamento libero : Colle Val d'Elsa (3/0) -- Castellina in Chianti (2/2) -- Sarteano (2/0) -- Siena (2/0) -- Poggibonsi (1/0) -- San Gimignano (1/0) -- Sinalunga (1/0)

### Umbria
108 furono gli ebrei internati a piccoli gruppi in vari comuni dell'Umbria. La concentrazione più alta si ebbe a Perugia (32 persone) con nuclei significativi anche a Todi (9), Umbertide (9) e Cascia (7).
Con l'occupazione tedesca gli internati si dettero alla clandestinità. Nessuno di loro risulta incluso nelle liste dei deportati.
Bibliografia: Luciana Brunelli, Ebrei internati. La provincia di Perugia dal 1940 al 1944, Giuntina, Firenze 2019.

#### Perugia (102 internati)
Internamento libero : Perugia (32) -- Umbertide (9) -- Todi (9) -- Cascia (7) -- Montefalco (6) -- Norcia (6) -- Città di Castello (5) -- Torgiano (5) -- Bevagna (4) -- Gubbio (3) -- Assisi (2) -- Civita Casanova (2) -- Giano dell'Umbria (2) -- Marsciano (2) -- Sellano (2) -- Valfabbrica (2) -- Bastia Umbra (1) -- Deruta (1) -- Monteleone di Spoleto (1) -- San Giustino (1)

#### Terni (6 internati)
Internamento libero : Amelia (1) -- San Venanzo (2) -- Terni (3)

## Ebrei internati nelle regioni dell'Italia settentrionale
Numerosi furono gli ebrei internati nelle regioni settentrionali, specie nei comuni montani di Veneto, Lombardia, Piemonte e Valle d'Aosta.
Per quasi due anni, dall'8 settembre 1943 fino alla liberazione il 25 aprile 1945, gli ebrei dell'Italia settentrionale si trovarono ad affrontare il pericolo costante di deportazione. Le strategie di difesa per evitare l'arresto furono essenzialmente tre (e tutte egualmente rischiose): fuga in Svizzera o verso i territori liberati dell'Italia meridionale o ricerca di luoghi sicuri per nascondersi sotto falsa identità. Ci furono arresti e deportazioni, ma la grande maggioranza degli ex-internati riuscirono a sopravvivere, grazie anche alle relazioni stabilite con la popolazione locale durante il periodo di internamento.
Sono quindi qui indicati, comune per comune, assieme al numero degli internati, anche il numero dei deportati. Tale numero si riferisce strettamente al destino degli ex-internati e non comprende gli altri deportati tra gli ebrei italiani o quelli stranieri giunti in Italia dopo l'8 settembre 1943.

### Emilia Romagna
706 furono gli ebrei internati in Emilia Romagna. Le concentrazioni più elevate furono nei comuni di Bazzano (58), Borgotaro (41), Mirandola (39), Camugnano (35), Bedonia (27), Concordia (26), Sissa (23).
Relativamente pochi furono gli arresti e le deportazioni ad Auschwitz di ex-internati, nonostante alcune situazioni critiche a Tizzano Val Parma (11 deportati), Bedonia (9), Mezzani (7) e Carpaneto Piacentino (4). Un caso a parte riguarda i numerosi ebrei libici internati a Bazzano, Camugnano, San Felice sul Panaro, Cavezzo e Castelnuovo Monti, i quali furono deportati a Bergen-Belsen, per essere usati come scambio di prigonieri, scampando così lo sterminio.

#### Bologna (149 internati / 98 deportati)
Internamento libero : Bazzano (58/58) -- Camugnano (35/34) -- Lizzano Belvedere (9/1) -- Monzuno (7/1) -- Bologna (6/1) -- San Giovanni in Persiceto (6/0) -- Molinella (5/0) -- Castiglion de Pepoli (4/0) -- Imola (4/2) -- Minerbio (4/0) -- Castel d'Aiano (3/0) -- Sasso Marconi (3/0) -- San Pietro in Casale (2/0) -- Malalbergo (1/1) -- San Giorgio Piano (1/0)

#### Modena (234 internati)
Internamento libero : Mirandola (39/0) -- Concordia (26/1) -- Guiglia (19/1) -- San Felice sul Panaro (18/18) -- Zocca (18/0) -- Cavezzo (16/16) -- Nonantola (14/0) -- Monfestino in Serramazzoni (13/1) -- Castelfranco Emilia (9/1) -- Fanano (9) -- Finale Emilia (9) -- Medolla (9) -- Soliera (6) -- Modena (5) -- Pavullo (5) -- Novi di Modena (2) -- Lama Mocogno (2) -- Collecchio (1)

#### Parma (297 internati / 46 deportati)
Campi di internamento : Montechiarugolo* (13/1) -- Scipione Castello* (5/0)
Internamento libero : Borgotaro (41/1) -- Bedonia (27/9) -- Sissa (23/1) -- Roccabianca (20/0) -- Soragna (20/1) -- Calestano (19/3) -- Tizzano Val Parma (18/11) -- Mezzani (17/7) -- Zibello (17/0) -- Bardi (15/0) -- Langhirano (14/3) -- Traversetolo (14/2) -- San Secondo Parmense (11/4) -- Sorbolo (11/1) -- Parma (4/1) -- Tornolo (4/0) -- Berceto (3/0) -- Sala Baganza (1/1)

#### Reggio Emilia (21 internati / 18 deportati)
Internamento libero : Castelnuovo Monti (14/14) -- Reggiolo (3/2) -- Reggio Emilia (2/0) -- Quattro Castella (1/1) -- Quattrocastella (1/1)

#### Piacenza (5 internati / 4 deportati)
Internamento libero : Carpaneto Piacentino (4/4) -- Caorso (1/1)

### Friuli
Essendo regione di confine con i Balcani (da cui proveniva la maggior parte dei profughi ebrei), il Friuli non fu luogo di internamento civile, se non in pochi casi occasionali.

#### Trieste (1 internato / 0 deportati)
Internamento libero : Trieste (1/0)

#### Gorizia (2 internati / 0 deportati)
Internamento libero : Gorizia (2/0)

### Liguria
Solo 8 ebrei furono internati in comuni della Liguria. Datisi alla clandestinità durante l'occupazione tedesca, nessuno di loro risulta incluso nelle liste dei deportati.

#### Genova (6 internati / 0 deportati)
Internamento libero : Santo Stefano d'Aveto (2/0) -- Fontanigorda (1/0) -- Isola del Cantone (1/0) -- Santa Margherita Ligure (1/0) -- Torriglia (1/0)

#### Savona (2 internati / 0 deportati)
Internamento libero : Alassio (1/0) -- Piana Crixia (1/0)

### Lombardia
746 furono gli ebrei internati in Lombardia. Le concentrazioni più alte si ebbero a Aprica (247), Erba (26), Merate (21) e San Omobono Imagna (20).
Dopo l'8 settembre la grande maggioranza degli ex-internati sopravvisse, rifugiandosi in Svizzera (376) o rimanendo in clandestinità. Le situazioni più critiche furono a Pralboino [Brescia] (6 deportati), San Giovanni Bianco Bergamo (6), Serina [Bergamo] (5), Belgioioso [Parma] (4).

#### Bergamo (139 internati / 20 deportati / 28 Svizzera)
Internamento libero : San Omobono Imagna (20/1) -- Gandino (18/0) -- Branzi (16/1) -- San Giovanni Bianco (12/6) -- Sarnico (12/0) -- Clusone (9/0) -- Serina (8/5) -- Casazza (7/0) -- Gromo (7/2) -- Almenno San Salvatore (6/0) -- Trescore (4/3) -- Treviglio (4/1) -- Bergamo (3/0) -- Nossa (3/0) -- Sovere (3/0) -- Albino (2/0) -- Zogno (2/0) -- Almè con Villa (1/0) -- Calcinate (1/1) -- Ciserano (1/0)

#### Brescia (68 internati / 7 deportati / 15 Svizzera)
Internamento libero : Pralboino (18/6) -- Quinzano d'Oglio (8/0) -- Calcinato (7/0) -- Borgo San Giacomo (6/0) -- Carpendolo (6/0) -- Bedizzolo (5/0) -- Toscolano Maderno (4/0) -- Gambara (3/0) -- Salò (3/1) -- Brescia (2/0) -- Maderno (2/0) -- Breno (1/0) -- Gardone Riviera (1/0) -- Palazzolo dell'Oglio (1/0) -- Sirmione (1/0)

#### Como (216 internati / 110 Svizzera)
Internamento libero : Erba (26/0) -- Merate (21/0) -- Bellagio (17/0) -- Cantù (14/2) -- Bellano (11/0) -- Carate Urio (11/0) -- Mariano Comense (11/0) -- Nesso (10/0) -- Asso (9/0) -- Missaglia (8/4) -- Olgiate Comasco (7/0) -- Lomazzo (6/0) -- Tremezzina (6/0) -- Appiano Gentile (5/0) -- Gravedona (5/0) -- Isola Comacina (5/0) -- Argegno (4/0) -- Lurate Caccivio (4/0) -- Barzanò (3/0) -- Cermenate (3/0) -- Colico (3/0) -- Fino Mornasco (3/0) -- Lambrugo (3/0) -- Oggiono (3/0) -- Brivio (2/0) -- Cadorago (2/0) -- Carimate (2/0) -- Civenna (2/1) -- Como (2/0) -- Introbio (2/0) -- Oliveto Lario (2/0) -- Canzo (1/0) -- Cremeno (1/0) -- Dongo (1/0) -- Magreglio (1/0) -- Pontelambro (1/0) -- Villanterio (1/0)

#### Cremona (10 internati / 0 deportati / 2 Svizzera)
Internamento libero : Cremona (6/0) -- Gussola (4/0)

#### Milano (13 internati / 1 deportato / 3 Svizzera)
Internamento libero : Abbiategrasso (3/0) -- Desio (2/1) -- Garbagnate (2/0) -- Milano (2/0) -- Corsico (1/0) -- Legnano (1/0) -- Seregno (1/0) -- Seveso (1/0)

#### Mantova (4 internati / 1 deportato / 1 Svizzera)
Internamento libero : Mantova (3/1) -- Bozzolo (1/0)

#### Pavia (22 internati / 8 deportati / 3 Svizzera)
Internamento libero : Belgioioso (4/4) -- Gravellona Lomellina (3/2) -- Mode (3/0) -- Garlasco (2/0) -- Landriano (2/2) -- San Giorgio Lomellina (2/0) -- San Nazzaro de' Burgundi (2/0), Villanterio (2/0) -- Casteggio (1/0) -- S. Maria della Versa (1/0)

#### Sondrio (260 internati / 3 deportati / 214 Svizzera)
Campi di internamento : Sondrio* (12/2)
Internamento libero : Aprica (247/1) -- Madesimo (1/0)

#### Varese (14 internati / 0 deportati / 6 Svizzera)
Internamento libero : Arcisate (5/0) -- Varese (5/0) -- Gavirate (3/0) -- Tradate (1/0)

### Piemonte
372 ebrei furono internati in Piemonte (incluse numerose famiglie con bambini). Le concentrazioni più alte si ebbero a Asti (69), Canelli (49), Cocconato (36), Saluzzo (28), Alba (26), Agliano d'Asti (22).
Dopo l'8 settembre la maggior parte degli ex-internati riuscì a sottrarsi alle deportazioni, trovando rifugio in Svizzera (127) o nascondendosi in clandestinità. Le situazioni più critiche furono nel Vercellese (8 deportati), e nell'Astigiano, soprattutto a Villanova d'Asti (5). Alla fine i deportati tra gli ex-internati furono 23.

#### Alessandria (12 internati / 1 deportato / 1 Svizzera)
Internamento libero : Casale Monferrato (7/1) -- Acqui (5/0)

#### Asti (250 internati / 11 deportati / 106 Svizzera)
Internamento libero : Asti (69/3) -- Canelli (49/1) -- Cocconato (36/0) -- Agliano d'Asti (22/0) -- Castelnuovo Don Bosco (20/0) -- Mombercelli (19/0) -- Montechiaro d'Asti (15/1) -- Villanova d'Asti (9/5) -- Montiglio (6/0) -- San Damiano d'Asti (3/0) -- Macerata Feltria (1/0) -- Nizza Monferrato (1/1)

#### Cuneo (81 internati / 3 deportati / 13 Svizzera)
Internamento libero : Saluzzo (28/0) -- Alba (26/3) -- Bra (17/0) -- Dronero (6/0) -- Valdieri (3/0) -- Santo Stefano Belbo (1/0)

#### Novara (11 internati / 0 deportati / 3 Svizzera)
Internamento libero : Romagnano Sesia (4/0) -- Vespolato (3/0) -- Baveno (2/0) -- Oleggio (1/0), Verbania (1/0)

#### Vercelli (19 internati / 8 deportati / 4 Svizzera)
Internamento libero : Livorno Ferraris (5/4) -- San Germano Vercellese (3/3) -- Santhià (3/1) -- Borgo Vercellese (2/0) -- Candelo (2/0) -- Trino Vercellese (2/0) -- Vercelli (2/0)

### Trentino
Solo 7 ebrei furono internati in comuni del Trentino. Dopo l'8 settembre 1943, i quattro internati a Moena furono arrestati nel gennaio 1944 a Trento, deportati e uccisi ad Auschwitz nel febbraio dello stesso anno. Gli altri sopravvissero in clandestinità.

#### Bolzano (1 internati / 0 deportati)
Internamento libero : Merano (1/0)

#### Trento (6 internati / 4 deportati)
Internamento libero : Moena (4/4) -- Strembo (1/0) -- Trento (1/0)

### Valle d'Aosta
Oltre 150 ebrei (incluse famiglie con bambini) furono internati nella provincia di Aosta, che era allora molto più estesa, comprendendo diversi comuni che oggi sono parte della Regione Piemonte. I profughi giunsero per la maggior parte da Spalato su una nave partita l'8 dicembre 1941 con circa 200 ebrei serbi e croati diretti a Trieste. Dal Friuli proseguirono in treno alla volta di Ivrea per essere quindi smistati nei comuni stabiliti per l'internamento. Due internati morirono durante il periodo di soggiorno coatto (uno per cause naturali a Cuorgnè e uno suicida a Castellamonte). Una bambina nacque a Saint-Vincent nell'aprile 1943. Nell'estate 1943, le concentrazioni più alte di internati si avevano nei comuni di Cuorgnè (51), Castellamonte (35), San Vincenzo della Fonte (33) e Caluso (25).
Con l'occupazione tedesca cominciò la grande fuga, soprattutto verso la Svizzera, ma numerosi furono anche coloro che sopravvissero nascosti nella zona e non mancarono neppure quanti intrapresero il lungo viaggio verso Sud, verso le zone liberate dall'esercito alleato. I deportati alla fine saranno dodici. La situazione più critica fu quella di Caluso dove ci furono 8 arresti. Un'anziana ex-internata morì a Saint-Vincent per cause naturali nell'ottobre 1944.

#### Aosta (168 internati / 12 deportati / 68 Svizzera)
Internamento libero : Cuorgnè (51/0) -- Castellamonte (35/0) -- San Vincenzo della Fonte (33/2) -- Caluso (25/8) -- Chiaverano (15/0) -- Lessolo (7/1) -- Aosta (2/1)

### Veneto
La regione Veneto fu la regione del Nord con il maggior numero di ebrei internati (almeno 1320, distribuiti in circa 100 comuni). Le concentrazioni più rilevanti si ebbero a Asolo (79), Lonigo (63), Treviso (51), Enego (50), Mareno di Piave (49), Malo (49), Roana (41), Valdobbiadene (38), Crespano del Grappa (33), Caprino Veronese (32), Cison di Valmarino (29), Arsiero (28), Camisano Vicentino (28), Montecchio Maggiore (27/1), Sandrigo (27), Valli del Pasubio (27), Mel (25), Arzignano (24), Possagno (25), Quero (23), (20), Breganze (22), Lusiana (22), Noventa (22), Posina (21), Castelfranco Veneto (20), Feltre (20), Piove di Sacco (20).
Dopo l'8 settembre 1943, la maggior parte degli ex-internati riuscirono a sopravvivere, rifugiandosi in Svizzera o nell'Italia meridionale o rimanendo nascosti in clandestinità. Ci furono tuttavia diverse situazioni critiche soprattutto a Mel (24 deportati) e Quero (16) [prov. Belluno], a Caprino Veronese (20) [prov. Verona], a Taglio di Po (11) [prov. Rovigo], e a Sossano (10) e Albettone (9) [prov. Vicenza].
Bibliografia: Sito del Centro Studi sull’Internamento e la Deportazione Marina Eskenasi; Paolo Tagini, Le poche cose. Gli ebrei internati in Provincia di Vicenza (1941-1945), 2006; Daniele Ceschin, In fuga da Hitler. Gli ebrei stranieri internati nel trevigiano (1941-1943), ISTRESCO, 2007; Antonio Spinelli, Vite nell’ombra. Storie di ebrei stranieri in provincia di Padova (1933-1945), 2022; Antonio Spinelli (a cura di), Ebrei stranieri in Veneto. Storie di fughe e internamento (1933-43), Cierre Edizioni, 2022.

#### Belluno (152 internati / 54 deportati / 7 Svizzera)
Internamento libero : Mel (25/24) -- Quero (23/16) -- Feltre (20/1) -- Agordo (17/4) -- Fonzaso (12/0) -- Longarone (9/0) -- Sedico (9/0) -- San Vito di Cadore (8/0) -- Forno di Zoldo (6/2) -- Lamon (6/0) -- Falcade (4/0) -- Cencenighe (3/0) -- Puos D'Alpago (3/2) -- Domegge (2/2) -- Trichiana (2/2) -- Belluno (1/0) -- Cengenighe (1/0) -- Cesiomaggiore (1/1).

#### Padova (51 internati / 4 deportati / 1 Svizzera)
Internamento libero : Piove di Sacco (20/1) -- Torreglia (10/0) -- Padova (7/0) -- Cittadella (4/0) -- Abano (3/0) -- Monselice (3/3) -- Monteortone (3/0) -- Noventa Padovana (1/0).

#### Rovigo (123 internati / 39 deportati / 7 Svizzera)
Internamento libero : Adria (17/1) -- Rovigo (16/1) -- Lendinara (13/1) -- Costa di Rovigo (13/5) -- Castelguglielmo (12/1) -- Taglio di Po (11/11) -- Castelmassa (5/2) -- Crespino (7/0) -- Papozze (7/3) -- Stienta (6/5), Ficarolo (6/3) -- Castelmassa (5/2) -- Fratta Polesine (4/3) -- Fiesso Umbertiano (3/3) -- Canaro (2/0) -- Gravello (2/0) -- Crespino (1/0)

#### Treviso (387 internati / 9 deportati / 36 Svizzera)
Internamento libero : Asolo (79/0) -- Treviso (51/1) -- Mareno di Piave (49/2) -- Valdobbiadene (38/0) -- Crespano del Grappa (33/0) -- Cison di Valmarino (29/1) -- Possagno (25/0) -- Castelfranco Veneto (20/0) -- Oderzo (13/0) -- Tarzo (8/0) -- Vedelago (8/0) -- Cavaso di Tomba (7/0), Mogliano Veneto (7/0) -- Loria (6/0) -- Montebelluna (6/3) -- Conegliano (3/0) -- Follina (3/0) -- Istrana (2/2)

#### Venezia (7 internati / 0 deportati / 1 Svizzera)
Internamento libero : San Donà di Piave (7/0)

#### Verona (32 internati / 20 deportati / 0 Svizzera)
Internamento libero : Caprino Veronese (32/20)

#### Vicenza (586 internati / 31 deportati / 81 Svizzera)
Internamento libero : Lonigo (63/5) -- Enego (50/0) -- Malo (49/2) -- Roana (41/3) -- Marostica (30/0) -- Arsiero (28/5) -- Camisano Vicentino (28/3) -- Montecchio Maggiore (27/1) -- Sandrigo (27/0) -- Valli del Pasubio (27/1) -- Arzignano (24/0) -- Breganze (22/0) -- Lusiana (22/1) -- Noventa (22/1) -- Posina (21/0) -- Sossano (18/10) -- Caltrano (16/0) -- San Nazario (16/0) -- Lastebasse (14/0) -- Vicenza (14/0) -- Albettone (9/9) -- Brendola (8/0) -- Montebello (4/0).

### Libri di memorie
- Luciano Morpurgo, Caccia all'uomo. Vita sofferenze e beffe. Pagine di diario 1938-1944, Roma, Casa Editrice Dalmatia S.A. di Luciano Morpurgo, 1946.
- Salim Diamand, Dottore!: Internment in Italy, 1940-1945, Oakville, New York, Mosaic Press, Riverrun Press, 1987.
- Luigi Fleischmann, Un ragazzo ebreo nelle retrovie, Firenze, Giuntina, 1999.
- Giorgio Nissim, Memorie di un ebreo toscano, 1938-1948, Roma, Carocci, 2005.
- Louis Goldman, Friends for Life: The Story of a Holocaust Survivor and His Rescuers, New York, Paulist Press, 2008.
- Marcello Pezzetti (a cura di), Il libro della shoah italiana: i racconti di chi è sopravvissuto, Torino, Einaudi, 2009.

### Studi - Ricerche
- Klaus Voigt, Il rifugio precario. Gli esuli in Italia dal 1933 al 1945, vol. 2, La Nuova Italia, Scandicci 1996
- Renzo De Felice, Storia degli ebrei italiani sotto il fascismo, Milano, Mondadori, 1977.
- Liliana Picciotto, Il libro della memoria: gli ebrei deportati dall'Italia (1943-1945), Milano, Mursia, 1991.
- Susan Zuccotti, L'Olocausto in Italia, TEA, 1995 (ed. originale: The Italians and the Holocaust: persecution, rescue, and survival. New York: Basic B
- Joshua D. Zimmerman, Jews in Italy under Fascist and Nazi Rule, 1922-1945, Cambridge, Cambridge University Press, 2005.
- Michele Sarfatti, Gli ebrei nell'Italia fascista: vicende, identità, persecuzione. Torino: G. Einaudi, 2000 (ed. inglese: The Jews in Mussolini's Italy: From Equality to Persecution. Madison: University of Wisconsin Press, 2006.
- Charles T O'Reilly, The Jews of Italy, 1938-1945: An Analysis of Revisionist Histories, Jefferson, McFarland & Co., 2007.
- Elisabeth Bettina, It Happened in Italy: Untold Stories of How the People of Italy Defied the Horrors of the Holocaust, Nashville, Thomas Nelson, 2009.
- Mario Avagliano e Marco Palmieri, Gli ebrei sotto la persecuzione in Italia. Diari e lettere 1938-45, introduzione di Michele Sarfatti, Torino, Einaudi, 2011.
- Bruno Maida, I luoghi della Shoah in Italia, Torino, Edizioni del Capricorno, 2017, ISBN 978-88-492-3317-9.
- Marcello Pezzetti con Sara Berger, La razza nemica - La propaganda antisemita nazista e fascista, Roma, Gangemi Editore, 2017, ISBN 978-88-492-3374-2.